# 34282 Applegate
34282 Applegate è un asteroide della fascia principale. Scoperto nel 2000, presenta un'orbita caratterizzata da un semiasse maggiore pari a 2,7976664 au e da un'eccentricità di 0,0517286, inclinata di 4,59360° rispetto all'eclittica.